# Klein-Hollenburg
Klein-Hollenburg ist ein abgekommener Ort in der Stadt Krems an der Donau in Niederösterreich.
Der Ort scheint urkundlich nur 1525 auf und wurde damals mit 4 Höfen verzeichnet. Er dürfte sich in der Nähe von Hollenburg befunden haben.